# Simone Martini
Simone Martini, italijanski slikar, * 1284, Siena, † 1344. Simone Martini je bil italijanski slikar mednarodne gotike, rojen v Sieni, leta 1284. Imel je pomembno vlogo pri razvoju zgodnjega italijanskega slikarstva, močno je vplival na razvoj gotskega sloga. 
Simonejev slog je bil drugačen od firenškega; znan je po mehkih, stiliziranih potezah in dvorni eleganci. Na umetnikov slog so močno vplivale francoske rokopisne poslikave ter rezbarjena slovovina (francoski primerki so bili v Sieno pripeljani v 14. stoletju.).
Domneva se, da je bil Martini učenec Duccia, vodilnega sienskega slikarja tistega časa. Po besedah umetniškega biografa pozne renesanse Giorgia Vasarija je bila Simone učenev Giotta, s katerim je odšel v Rim, da bi slikal v stari baziliki svetega Petra, kjer je Giotto tudi mozaik. Martinov svak je bil umetnik Lippo Memmi. Ohranjeno je le malo dokumentacije o Simoneinem življenju in umetnostni zgodovinarji razpravljajo o številnih atribucijah.

## Življenjepis
Simone je bil nedvomno vajenec že v zgodnjih letih, kot je bila običajna praksa. Med njegovimi prvimi dokumentiranimi deli je Maestà iz leta 1315 v Palazzo Pubblico v Sieni. Kopija dela, ki ga je kmalu zatem izdelal Lippo Memmi v San Gimignanu, priča o trajnem vplivu, ki so ga imeli Simonejevi prototipi na druge umetnike v 14. stoletju. Z ohranjanjem sienske tradicije je Simonejev slog nasprotoval treznosti in monumentalnosti florentinske umetnosti, odlikujejo pa ga mehke, stilizirane, dekorativne poteze, ukrivljenost črt in dvorna eleganca. Za Simonejevo umetnost so zelo zaslužni francoski iluminirani rokopisi in rezbarjena slonovina: primere takšne umetnosti so v Sieno prinesli v 14. stoletju po  rimski cesti Via Francigena, glavni romarski in trgovski poti iz severne Evrope v Rim.
Med drugimi večjimi Simonejevimi deli je sveti Ludvik iz Toulousa krona svojega brata Roberta Anžujskega (1317, danes v Museo di Capodimonte, Neapelj); to delo je bilo naslikano med bivanjem v Neaplju po naročilu kralja. Med tem bivanjem so bili domnevni učenci njegov sin Francesco, Gennaro di Cola in Stefanone.
Med drugimi Simonejevimi deli je tudi Poliptih svete Katarine Aleksandrijske v Pisi (1319) in  Oznanjenje s sv. Margareto in sv. Ansanom v galeriji Uffizi v Firencah (1333) ter freske v kapeli San Martino v spodnji cerkvi bazilike sv. Frančiška Asiškega. Francesco Petrarca je postal prijatelj Simone, medtem ko je bil v Avignonu, dva Petrarkova soneta (Canzoniere 96 in 130) pa se sklicujeta na portret Laure de Noves, ki ga je Simone domnevno naslikal za pesnika (po Vasariju). Kristus v templju (1342) je v zbirkah Liverpoolske galerije Walker Art.
Simone Martini je umrl med službovanjem na papeškem dvoru v Avignonu leta 1344.

## Galerija
- Oznanjenje s sv. Margareto in sv. Ansanom, 1333
- Diptih Oznanjenje, 1333
- Poliptih sv. Katarine Aleksandrijske, 1319
- Marija z otrokom in svetniki (Bostonski poliptih), c. 1321–25
- Čudež otroka, ki je bil napaden in rešen iz Triptiha blaženega Agostina Novele, c. 1328
- Kristus v templju 1342
- Maestà,  1315, Palazzo Pubblico, Siena
- Detajl Maesta